# Figuera del Mas Vell del Lledoner
La Figuera del Mas Vell del Lledoner (Ficus carica) és un arbre que es troba a Vallirana (el Baix Llobregat), el qual és una de les figueres més velles, grosses i belles de tot Catalunya.

## Dades descriptives
- Perímetre del tronc a 1,30 m: 1,71 m (I), 1,36 m (II) i 1,87 m (III).
- Perímetre de la base del tronc: 8,47 m.
- Alçada: 6,25 m.
- Amplada de la capçada: 10,88 m.
- Altitud sobre el nivell del mar: 407 m.[1]

## Entorn
Es troba a l'hort del Mas Vell del Lledoner, una masia activa, productora de préssecs de molta qualitat. Al costat de la casa conreen per a l'autoconsum tomàquet, fesol, albergínia, carabassó i enciam. Pels voltants de l'hort hi ha ametllers i pereres, i altres arbres menys domèstics, com el saüquer, el llorer i el lledoner; plantes medicinals, com la sàlvia, la menta, la marialluïsa; plantes de jardí, com la palmera canària i rosers; enfiladisses, com l'heura, i herbes silvestres, com la verdolaga, la morella de paret i l'esparreguera boscana. L'indret és molt ric en fauna i hi ha molta activitat d'ocells, com el gafarró, el pinsà, la cadernera, el verdum, el tudó, la tórtora vulgar, el pardal comú, la merla i la mallerenga carbonera, els quals cerquen insectes i especialment fruits abundants com els lledons i els heurons, i la fruita dels arbres fruiters.

## Aspecte general
El seu estat de salut és bo, tot i que presenta alguna branca seca per excés de densitat de capçada i certs nivells de corcadura a l'escorça. No s'aprecia cap símptoma de regressió.

## Curiositats
Al mateix mas hi ha un lledoner de bones dimensions, però en molt mal estat. També és molt remarcable el lledoner que hi ha al mas del costat (el Mas Nou del Lledoner), ja que gairebé fa 8 metres de perímetre a 1,30 m (es tracta d'un dels lledoners més grans d'Europa). Malauradament, no és possible accedir al mas que sempre té l'accés tancat.

## Accés
Des de Vallirana, agafem la carretera que duu a l'Ordal (A-7). Aproximadament al quilòmetre 1231 hi trobem el punt entremig entre el Mas Vell i el Mas Nou del Lledoner. Hem d'aparcar a la dreta, ja que no és permès girar a l'esquerra, que és on queden els masos. La figuera és a l'hort del Mas Vell i hem de demanar permís als propietaris per accedir a l'arbre. GPS 31T 0408110 4582711.